# 腹
腹（はら、英語: abdomen）は、人間や動物の体における胴の下半部の名称。腹部（ふくぶ）とも言い、話し言葉ではおなか、幼児語ではぽんぽん（英語: tummy）ともいう。なお、人類の腹部のうち下方（鼠蹊部から股間のあたり）を下腹部（かふくぶ）という。
哺乳類では、胸腔と骨盤の間にあり、内部に消化器・生殖器を中心とする内臓の大部分がある。胸腔との間には横隔膜がある。

## 人間の場合
人間の腹は、肋骨に囲まれた胸郭から下の、足の付け根までの胴部を指す。鳩尾の辺りは心窩（しんか）部、その左右は季肋（きろく）部、季肋部のすぐ下は側腹部、そして臍（へそ）がある部分は臍（さい）部と呼ぶ。腰骨の部分は腰とも言うが、その前側は下腹部と呼ぶ。腹部は見かけの上では特に目立った構造のない、なめらかなもので、中央やや下方向の正中線上に臍がある。またさらに下方の股間には泌尿生殖系を含む外陰部が見える。成長期以降には、臍からこの部分にかけて陰毛を生じるが、その範囲には個人差が大きい。
体内ではそのほとんどを消化器系のうち胃、十二指腸、小腸などが占め、次に大きいのは肝臓であるが、胃と肝臓は肋骨の範囲に収まる。さらに泌尿生殖器系がここに含まれる。
また、皮下脂肪の蓄積する部位としても知られ、中年太り、ビール腹などはこれを指すことが多い。
女性の場合、初経の1年以上前までは腹が前に突き出た形になるが、初経の1年前後でまっすぐになる。妊娠中は子宮が大きくなると共に腹が前にせり出していき、出産後は元の状態に戻る。その後加齢してくるとへそ周辺→下腹全体→胃付近の順に腹が出てくるようになるが、加齢による腹の出始める時期や腹の出るスピードは個人差が大きい。

## 無脊椎動物の場合
脊椎動物以外の動物（無脊椎動物）に置いても、腹部が区別される例が多々ある。
節足動物では、体が前後で数多くの体節によって構成されており、それらは機能的に分化した複数の合体節にまとめられる。その中で眼・口器などをもつ頭部や歩脚などをもつ胸部とは別に、体の後端で尾のようにまとまった合体節は腹部と呼ばれている。昆虫やクモなどの場合は消化器、生殖器と呼吸器が主要に付けられる部分である。甲殻類の場合、腹部はむしろ内臓があまり含まれない。エビやダンゴムシなどの軟甲類の腹部は腹肢があって運動や呼吸に寄与するが、カニやワレカラのように腹部が退化的な例もある。
その他、動物の体が左右相称のもので、主要な内臓を多く含む部分を腹部という例が多い。
また、より一般的な表現として、動物が基質上に定位したときに基質に向ける側を腹面、反対側を背面とする。

## 文化
また、かつては人の本心や根源的な何かは腹に宿っていると考えられていた。胸や胸の内よりももっと深いところ、という位置づけである。現在でも表現として日常的に用いられている。

## 腹を使った慣用句・熟語の例
胃腸の意味
- 腹が減る
- 腹をこわす

子宮・胎内の意味
- おなかの子
- 腹を痛める

感情や本心の意味
- 腹が立つ
- 腹を割って話す
- ～をしようという腹
- 腹黒い